# Transasiatisk jernbane
Transasiatisk jernbane (TAR) er et projekt, der går ud på at skabe et integreret net af fragtjernbaner mellem Europa og Asien. TAR-projektet er initieret af FN's Economic and Social Commission for Asia and the Pacific (ESCAP).
Projektet blev startet i 1950'erne med det mål at etablere en ca. 14.000 km lang jernbaneforbindelse mellem Singapore og Istanbul i Tyrkiet med mulige ekstraforbindelser til Europa og Afrika. På det tidspunkt var skibs- og flyforbindelser ikke så vel udviklede, og projektet stillede betydelige besparelser i transporttid og -omkostninger i udsigt mellem Europa og Asien. Arbejdet med at gennemføre TAR-projektet mødte politiske og økonomiske hindringer i perioden frem til første halvdel af 1980'erne. Afslutningen på den kolde krig og normaliseringen af forbindelserne mellem visse lande gjorder forbedrede dog betingelserne for projektet med at etablere et jernbanenetværk på det asiatiske kontinent.
TAR blev set som et middel til at understøtte den store stigning i international handel mellem de eurasiske lande og muliggøre en øget varebevægelighed på tværs af landegrænser. Desuden blev det betragtet som en håndsrækning til forbedring af økonomien og tilgængeligheden for lande uden kystadgang som Laos, Afghanistan, Mongoliet og de centralasiatiske republikker.
Store dele af jernbanen eksisterer allerede, men der er også betydelige huller. En af de større udfordringer er forskellen i sporvidde i området. Der findes fire forskellige udbredte sporvidder på kontinentet: Det meste af Europa samt Tyrkiet, Iran, Kina og Korea anvender 1435 mm sporvidde (også kaldet standardvidden); Finland, Rusland og de øvrige tidligere sovjetiske republikker bruger 1520 mm vidde; de fleste jernbaner i Indien, Pakistan, Bangladesh og Sri Lanka bruger 1676 mm vidde, og endelig har de fleste jernbaner i Sydøstasien en sporvidde på 1 m. I de fleste tilfælde vil TAR-projektet ikke ændre på de nationale sporvidder; mekaniske faciliteter er planlagt til at flytte containere fra tog til tog ved overgangene mellem sporvidderne.
I 2001 har man kigget nærmere på fire korridorer som indgår i planen.
- Den nordlige korridor vil forbinde Europa med Stillehavet fra Tyskland over Polen, Hviderusland, Rusland, Kasakhstan, Mongoliet, Kina til Korea. Der vil forekomme afbrydelser pga. ændrede sporvidder ved den polsk-hviderussiske grænse (1435 mm til 1520 mm), ved den kazakhisk-kinesiske grænse (1520 mm til 1435 mm), alternativt den mongolsk-kinesiske grænse (også 1520 mm til 1435 mm). De 9.200 km på den transsibiriske jernbane dækker meget af ruten og transporterer allerede store mængder gods fra Østasien til Moskva og videre til resten af Europa. På grund af politiske problemer med Nordkorea transporteres gods fra Sydkorea for tiden på skib til Vladivostok, hvorfra det kommer om bord på togene.
- Den sydlige korridor vil gå fra Europa til Sydøstasien og derved forbinde Tyrkiet, Iran, Pakistan, Indien, Bangladesh, Myanmar og Thailand med forbindelse til den kinesiske Yunnan-provins, samt via Malaysia til Singapore. Ruten har huller i det østlige Iran, mellem Indien og Myanmar, mellem Myanmar og Thailand, mellem Thailand og Cambodia, mellem Cambodia og Vietnam og mellem Thailand og Yunnan. Afbrydelser pga. forskellige sporvidder vil forekomme ved grænsen Iran-Pakistan (1435 mm til 1676 mm), ved grønsen mellem Indien og Myanmar (1676 mm til 1000 mm) og til Kina (1000 mm til 1435 mm).
- En sydøstasiatisk linje.
- Nord-syd korridoren, der forbinder Nordeuropa med Den Persiske Bugt. Hovedlinjen starter i Helsinki og går gennem Rusland til det kaspiske hav, hvor den deles i tre ruter: En vestlig rute gennem Aserbajdsjan, Armenien og det vestlige Iran, en central rute over Det Kaspiske Hav til Iran med færge og en østlig rute gennem Kasakhstan, Usbekistan og Turkmenistan til det østlige Iran. Ruterne mødes igen i den iranske hovedstad Teheran, hvorfra linjen fortsætter til havnebyen Bandar Abbas.